# Grand Casablanca

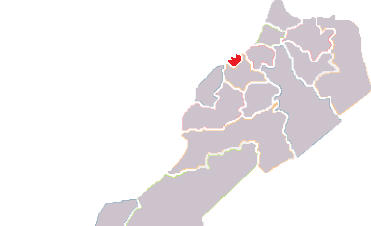
Läge i Marocko.

Grand Casablanca var 1997–2015 en av Marockos regioner. Den hade 3 631 061 invånare (2 september 2004) på en yta av 1 026 km². Regionens administrativa huvudort var Casablanca som också är Marockos största stad.

## Administrativ indelning
Regionen var indelad i två prefekturer och två provinser:
Prefekturer
- Casablanca, Mohammedia

Provinser
- Médiouna, Nouaceur

## Större städer
Invånarantal enligt folkräkning (2 september 2004)
- Casablanca (2 949 805)
- Mohammedia (188 619)
- Lahraouyine (47 261)
- Aïn Harrouda (41 853)
- Lamkanssa (33 940)

Andra viktiga orter:
- Médiouna, Nouaceur